# Tiroteo escolar de Saná
El tiroteo escolar de Saná fue un tiroteo escolar en el que Mohammad Ahman al-Nazari mató a 6 personas e hirió a otras 12 en dos escuelas en Saná, Yemen, el 30 de marzo de 1997. Nazari fue declarado culpable de los homicidios y condenado a muerte. Fue ejecutado una semana después.

## Trasfondo
Mohammad Ahman al-Nazari era un residente de 48 años de Saná, Yemen, y veterano de la Guerra de Afganistán (1978-1992), donde había luchado en la Unidad Islámica de Afganistán Muyahidines contra la Unión Soviética durante su invasión de Afganistán. Los cinco hijos de Nazari asistieron a la escuela privada Tala'i, en el barrio Asbahi de Saná, donde se denunció que una de sus hijas había sido víctima de abusos sexuales por el director de la escuela, aunque no se han encontrado pruebas que lo confirmen. Nazari también había trabajado anteriormente como conductor de autobús para la escuela privada Tala'i y la cercana escuela Musa Bin Nusayr, pero fue despedido por motivos desconocidos poco antes del tiroteo.

## Tiroteo
Armado con un AK-47 obtenido ilegalmente, Nazari esperó en la escuela a la directora y la mató de un disparo en la cabeza. Tras matar a un trabajador de una cafetería y herir a un conductor de autobús que acudió en su ayuda, Nazari entró en el edificio de la escuela y caminó de aula en aula, disparando indiscriminadamente contra profesores y alumnos. Posteriormente, se dirigió a la cercana escuela Musa Bin Nusayr, donde continuó su alboroto.

## Informes de testigos oculares
Testigo ocular (1), hombre, dijo que primero vio a la directora tirada en el suelo ensangrentada, (señalando la zona exacta), "y a otro miembro del personal muerto al otro lado, entonces cuando intentamos atender a los muertos, el hombre armado empezo a disparar de nuevo, así que corrimos y nos escondimos de él, cuando salimos de nuevo le vimos abriendo fuego al otro lado y entonces aparecieron los soldados, él empezó a dispararles y finalmente fue baleado y capturado por ellos".
Testigo ocular (2) hombre, dijo que al principio estaba durmiendo y oyó disparos que le despertaron inmediatamente. El testigo salió entonces por la puerta y vio a alguien muerto. Entonces se agachó para ponerse a cubierto y luego vio al pistolero subirse a un autobús y dirigirse a una escuela vecina donde mató a un niño, dijo el testigo: "Le vimos, pero luego volvió a desaparecer y entonces vi a la directora tirada en el suelo y luego el pistolero empezo a disparar de nuevo (en la escuela vecina)".

## Arresto y condena
Nazari mató a un total de seis personas e hirió a otras 12 antes de ser finalmente herido y detenido por la policía. Tras ser declarado oficialmente cuerdo, Nazari (cuyo nombre también se dijo que era Hassan Ali al-Baadani o Muhammad Ahmad al-Naziri) fue llevado a juicio, donde fue declarado culpable de los seis asesinatos y condenado a muerte al día siguiente. Las hijas de Nazari habían luchado contra los tribunales para apelar contra la ejecución de su padre, pero perdieron.

### Ejecución
El 5 de abril de 1997, Nazari fue ejecutado por un pelotón de fusilamiento con cinco disparos en el pecho, en un terreno baldío situado entre las dos escuelas donde había cometido los tiroteos. Tras su ejecución, la sentencia inicial para que el cadáver de Nazari fuera crucificado en una zona pública durante tres días fue revocada, en su lugar el cadáver fue molido a patadas por ciudadanos enfurecidos y quemado en las calles de Saná.

## Víctimas
- Asma Abd al-Bari, directora de la escuela Tala'i
- Muhammad Yahya al-Ulufi, profesor de la escuela Tala'i
- Husayn Ali Qa'id al-Ba'dani
- Ali Muhammad Muqbil al-Awadi
- Imad Muhammad al-Raymi
- Estudiante no identificado, muerto el 1 de abril